# Sónia Tavares (atleta)
Sónia de Fátima Tavares (21 de Março de 1986, Cebolais de Cima, Castelo Branco) é uma atleta portuguesa, especialista em provas de velocidade dos 100 e 200 metros.
Em 2001 correu como individual. Em 2002 e 2003 representa o Ginásio Redgimno.
A partir de 2005 até 2008 representou o GCA Donas. A partir de 2009 até 2010 representa o Sporting CP.

## Recordes pessoais

### Outdoor
| Prova      | Data                | Local              | Marca |
| ---------- | ------------------- | ------------------ | ----- |
| 100 metros | 12 de julho 2009    | Lisboa, Portugal   | 11,39 |
| 200 metros | 20 de junho de 2009 | Budapeste, Hungria | 23,43 |

### Indoor
| Prova      | Data                   | Local              | Marca |
| ---------- | ---------------------- | ------------------ | ----- |
| 60 metros  | 4 de fevereiro de 2012 | Mondeville, França | 7.32  |
| 200 metros | 22 de janeiro de 2012  | Espinho, Portugal  | 24.03 |

## Campeonatos Nacionais
- 3 Campeonatos Nacionais 100 metros (2006 - 2008)
- 2 Campeonatos Nacionais 200 metros (2006, 2009)

## Campeonatos do Mundo
- (2009 Berlim) 100 metros (Quartos Final)

## Campeonatos da Europa
- (2010 Barcelona) 200 metros (Qualificações)
- (2012 Helsínquia) 100 metros (Quartos final)
- (2012 Helsínquia) 200 metros (Quartos final)

## Campeonatos da Europa Pista Coberta
- (2007 Birmingham) 60 metros (quartos final)
- (2011 Paris) 60 metros (meias-finas)

## Universíadas
- (2009 Belgrado) 100 metros (Medalha de bronze)
- (2011 Shenzhen) 200 metros (meia-final)

## Jogos da Lusofonia
- (2009 Lisboa) 100 metros (Medalha de prata)
- (2009 Lisboa) 200 metros (Medalha de ouro)